# Ida Fallesen
Ida Fallesen (født 8. november 1979) er en dansk mellemdistanceløber, som i 2007 repræsenterede det danske landshold ved 3 lejligheder. Hun stiller til daglig op for AGF-Atletik.
Ida Fallesen fik sit egentlige gennembrud i 2007, da hun først blev nr. 2 til DM-Inde på 1500 meteren, efterfølgende nr. 2 til DM Kort Cross, Nr. 1 til DM 1500 meter, Nr. 2 til DM Lang Cross. 
Ved de danske mesterskaber i cross i 2008, havde hun dog forbedret sig markant, og vandt således både DM Kort og DM Lang cross.
I 2007 var hun også udtaget til, at repræsentere det danske landshold ved Europa-Cuppen på 1500 meter og 3000 meter. Hun blev sidst på året udtaget til de Nordiske Mesterskaber i Cross, hvor hun blev bedste dansker.
Ida Fallesen bliver trænet af den tidligere landstræner Thomas Nolan Hansen.